# Relações entre Brasil e Suécia
República Federativa do Brasil e Reino da Suécia estabeleceram relações diplomáticas em 5 de janeiro de 1826. O Brasil tem uma embaixada em Estocolmo, e a Suécia tem uma embaixada em Brasília. Os laços reforçaram-se com a chegada, em 1890, do primeiro contingente de imigrantes suecos. Em 1909, foi criada a primeira linha de transporte marítimo regular entre os dois países. A Ericsson foi pioneira, entre as empresas suecas, a investir no Brasil, em 1924. Os investimentos aumentaram e diversificaram-se a partir de 1946, concentrando-se em São Paulo – onde, em 1953, foi estabelecida a Câmara de Comércio Sueco-Brasileira.
Há interesse de Brasil e Suécia em intensificar – para além do campo econômico – o diálogo político, inclusive no âmbito multilateral, em processo que tem sua origem na visita de Estado que realizou o Presidente Luiz Inácio Lula da Silva à Suécia (2007).
Em 2008, o Ministro-Chefe da Secretaria de Assuntos Estratégicos da Presidência da República, Mangabeira Unger, em visita à Suécia, formulou proposta de estabelecimento de parceria estratégica entre os dois países. A proposta brasileira foi convertida no Plano de Ação da Parceria Estratégica, assinado em 2009, durante nova visita do Presidente Lula a Estocolmo. O mecanismo estabelece diálogo político e orienta a cooperação nas seguintes áreas: comércio e investimentos, bioenergia, defesa, meio ambiente, ciência, tecnologia e inovação, educação e cultura.
O recente dinamismo das relações bilaterais pode creditar-se a três fatores:
o incremento contínuo das trocas comerciais e dos investimentos suecos no Brasil; a Suécia ser o maior consumidor do etanol brasileiro na União Europeia e importante aliado nos esforços para a criação um mercado internacional de biocombustíveis e para a liberalização do comércio do produto; e a convergência de percepções em diversos temas da agenda internacional. 
A cooperação técnico-militar é vertente importante do relacionamento bilateral, tendo ganhado novo dinamismo com a decisão do Governo brasileiro de adquirir, no âmbito do Programa FX-2, caças suecos Saab Gripen NG para a Força Aérea Brasileira. Serão fornecidas 36 aeronaves de caça, logística inicial, treinamento de pilotos e equipes de solo e simuladores de voo, além de transferência de tecnologia e cooperação industrial. A participação brasileira no projeto do Gripen NG implicará o compartilhamento da propriedade intelectual do produto final, bem como a capacitação do Brasil para o futuro desenvolvimento autônomo de uma aeronave de combate de 5ª geração.
A cooperação em ciência, tecnologia e inovação entre o Brasil e a Suécia ocorre com base no Protocolo Adicional sobre Cooperação em Alta Tecnologia Industrial e Inovadora, assinado em 2009. Nesse âmbito, destacam-se as atividades de cooperação entre a Agência Brasileira de Desenvolvimento Industrial (ABDI) e a Agência Sueca de Inovação (VINNOVA, na sigla em sueco).
O Centro Brasil-Suécia de Pesquisa e Inovação (CISB), com sede em São Bernardo do Campo e inaugurado em 2011, tem por objetivo contribuir para o desenvolvimento de setores tecnológicos de ponta de ambos os países mediante a identificação, desenvolvimento e apoio de projetos de pesquisa de alta tecnologia em distintas áreas do conhecimento. Suas principais áreas de atuação são a aeroespacial, defesa e cidades sustentáveis, com destaque para segurança pública, saneamento urbano e tratamento de resíduos sólidos.
Em 2012 o Vice-Presidente da República Michel Temer realizou uma visita à Suécia. Na ocasião, reuniu-se com o Vice-Primeiro-Ministro Jan Björklund e manteve encontros de cortesia com o Primeiro-Ministro Fredrik Reinfeldt e a Rainha Silvia. O Casal Real sueco realizou visita ao Brasil em 2010 e em 2012, por ocasião da Conferência Rio+20. Em 2011, o Primeiro-Ministro Reinfeldt realizou visita ao Brasil, quando se reuniu com a Presidente Dilma Rousseff. Também esteve no país em 2012, por ocasião da Rio+20.